# Szerep
Szerep es un pueblo ubicado en el distrito de Püspökladány, en el condado de Hajdú-Bihar, Hungría.

## Superficie
Posee una superficie de 56,04 kilómetros cuadrados.

## Demografía
Hasta 2019 la población era de 1580 habitantes, con una densidad de población de 28,19 habitantes por kilómetro cuadrado.